# Koji Maeda
Koji Maeda (Kagoshima, 3 februari 1969) is een voormalig Japans voetballer.

## Carrière
Koji Maeda speelde tussen 1991 en 2004 voor Gamba Osaka, Sagan Tosu, Avispa Fukuoka, Yokohama Flügels, Júbilo Iwata, FC Tokyo, Vissel Kobe en Volca Kagoshima.